# Greg Holst
Gregory Gordon Holst (* 21. Februar 1954 in Montreal) ist ein ehemaliger österreichisch-kanadischer Eishockeyspieler und heutiger Trainer. Seine Söhne Michael und Taylor sind ebenfalls professionelle Eishockeyspieler.

## Karriere
Holst begann seine Karriere als Eishockeyspieler zunächst beim Team der University of New Brunswick, den UNB Varsity Reds, mit dem er um die kanadische Hochschulmeisterschaft spielte. 1973 wechselte er zu den Kingston Canadians, für die er ein Jahr spielte. 1974 wurde er gleich zweimal gedraftet: Beim NHL Amateur Draft wählten ihn die New York Rangers in Runde acht an 139. Stelle aus, während  er beim WHA Amateur Draft der konkurrierenden Profiliga World Hockey Association von den San Diego Mariners in der siebten Runde als insgesamt 95. Spieler gezogen wurde. Zunächst spielte er jedoch für die Winston-Salem IceHawks aus der Southern Professional Hockey League und die Port Huron Flags aus der International Hockey League. Zur Spielzeit 1975/76 wurde er dann in den Kader seines NHL-Draftvereins New York Rangers, für die er elf Spiele bestritt, berufen. In der American Hockey League spielte er für die Providence Reds und die New Haven Nighthawks. In der Spielzeit 1975/76 war er hinter Jean-Guy Gratton und Ron Andruff drittbester Scorer der AHL und wurde als bester Rookie der Liga mit dem Dudley „Red“ Garrett Memorial Award ausgezeichnet. In der Saison 1978/79 ging er nach Europa, zuerst in die deutsche Bundesliga nach Mannheim. Von dort wechselte er zum Innsbrucker EV, weitere Spielerstationen waren Wien, Salzburg, Villach und Graz.
Als Nationalspieler nahm er 1982, 1983, 1985 und 1986 an insgesamt vier B-Weltmeisterschaften teil und erzielte dabei 15 Tore und 15 Assists für die österreichische Nationalmannschaft. Insgesamt erzielte Greg Holst in der österreichischen Bundesliga 522 Tore und wird damit nur von einem anderen Austrokanadier, Rick Nasheim, übertroffen, der 545 Tore erzielte. Dazu kommen noch 506 Assists, so dass er in der ewigen Punkteliste ebenfalls auf Platz zwei liegt.

## Trainer
Nach der Saison 1992/93 beendete er seine Karriere als aktiver Spieler und ging nach Kanada zurück, wo er in Kelowna eine Eishockeyschule gründete. 1997 kam er nach Österreich zurück und begann als Trainer in Wattens (Regionalliga). Daneben trainierte er den Nachwuchs von Innsbruck und die U20- und U18-Nationalmannschaft und war Assistenztrainer des Nationalteams unter Trainer Ron Kennedy.
In der Saison 2002/03 wurde er erstmals Trainer einer Bundesligamannschaft, des Villacher SV. Mit dem Verein erreichte er 2006 den Meistertitel. Drei Mal konnte er noch das Finale mit seiner Mannschaft erreichen, scheiterte aber an Innsbruck, Linz und Salzburg. 2008/09 trainierte er den Innsbrucker HC. In der Saison 2011/12 stand er beim italienischen Erstligisten Ritten Sport hinter der Bande.
Am 9. November 2015 wurde er erneut zum Trainer des EC VSV bestellt, bei dem einige Tage zuvor der Finne Hannu Järvenpää entlassen worden war. Sein Vertrag lief bis zum Saisonende 2015/16. Danach gab der VSV bekannt, Greg Holst als Cheftrainer der Kampfmannschaft um zwei weitere Saisonen zu verlängern, zudem behält er die Jugendarbeit des Vereins.
Am 3. Dezember 2017 wurde sein Vertrag mit dem VSV, nachdem die Mannschaft nicht den erwünschten Erfolg hatte vorweisen können, aufgelöst.
Am 12. November 2018 wurde seitens des EK Zell am See bekannt gegeben, dass Greg Holst zukünftig als Trainer hinter der Bande stehen würde.

## Erfolge

### Als Spieler
- 1973 AUAA Second All-Star Team
- 1976 Dudley „Red“ Garrett Memorial Award (gemeinsam mit Pierre Mondou)
- 1983 All-Star Team der B-Weltmeisterschaft
- 1989 Vizemeister mit dem VSV

### Als Trainer
- 2003 Österreichischer Vizemeister mit dem VSV
- 2004 Österreichischer Vizemeister mit dem VSV
- 2006 Österreichischer Meister mit dem VSV
- 2007 Österreichischer Vizemeister mit dem VSV